# Цумань
Цу́мань (пол. Cumań) — селище над річкою Путилівкою в Луцького району Волинської області. Адміністративний центр Цуманської селищної громади. Населення понад 6,5 тисячі мешканців.

## Історія
Вперше в історичних джерелах Цумань згадується в 1557 році. Тоді тут налічувалося 14 дворів, з них 6 — на той час ще не закріпачених селян, 8 дворів належали збіднілим селянам-городникам, які за користування невеличкими земельними ділянками (городами) платили щороку по 4 гроші, а також натуральний податок. У 1583 році Цумань була власністю князя С. Радзівілла. Тоді тут діяли 2 млини і 5 рудень по видобуванню болотної залізної руди. Населення Цумані займалося хліборобством, скотарством, смолокурінням, теслярством, бондарством, виготовленням речей домашнього вжитку як для власних потреб, так і на продаж. Розвиток ремесел і торгівлі сприяв зростанню кількості населення. В першій половині XVII століття в селі вже налічувалося 90 димів. В адміністративному відношенні Цумань входила до складу Олицької волості.
Село оточували великі лісові масиви, непролазні хащі, тому тут переховувалося багато селян-утікачів. У цих лісах під час селянсько-козацького повстання 1594—1596 рр. базувалися загони С. Наливайка. Серед повстанців було багато жителів Цумані.
Становище жителів Цумані у другій половині XVII століття та у XVIII столітті було надзвичайно тяжким. Селяни відбували панщину по 3—4 і навіть більше днів на тиждень, а також численні повинності, найважчими з яких були шарварки — повинність по будівництву шляхів, мостів, гребель, панських будинків. Крім того, селяни платили подимне, натуральний податок за користування мізерними наділами піщаного поля, за право збирати мед у лісах тощо. Тяжкий феодальний гніт, виснажлива праця призводили до цілковитого розорення селянських господарств. Шукаючи порятунку від злиднів і голодної смерті, частина селян тікала в південні степи України, в Бессарабію.
Після третього поділу Польщі в 1795 році Цумань у складі Волині відійшла до Росії. Послабився національний гніт, але ненависна панщина залишилася. Крім поміщика, великим землевласником була церква, якій в першій половині XIX століття належало понад 70 десятин землі, яку теж обробляли селяни. Кріпаки були зовсім безправні. Поміщик міг покарати їх, продати, обміняти на собак. Все це було причиною того, що втечі селян не припинялися, і напередодні реформи 1861 року в Цумані налічувалося всього 47 дворів, 393 жителі.
Не набагато змінилося становище селян після проведення реформи і скасування кріпацтва. Кращі землі залишились у магната Радзівілла, а селянам були відведені піщані, супіщані, болотисті або й зовсім непридатні для обробітку землі. Сервітути майже повністю зберегли поміщикові його власність на ліси, луки й пасовища. Викупні платежі за землю, виплата недоїмок, різні відробітки у князівських маєтках та інші побори й здирства призводили до подальшого зубожіння селян. У своїй скарзі до генерал-губернатора у травні 1878 року вони писали, що заміна натуральних податків- грошовими не поліпшила їх життя, і воно нітрохи не легше, ніж за кріпацтва. «…На цей час,— скаржилися селяни,— нас так притиснено з усіх боків, що кожен мусить купувати хліб для харчування… Гірке і злиденне життя наше, бо земля, якою користувалися діди й прадіди наші, навіть після запровадження інвентарної реформи, перейшла до поміщика».
Під час першої світової війни через Цумань і сусідні села — Башлики, Карпилівку та інші — проходила лінія фронту.
З 1920 року по 1939 рік Цумань переходить під контроль Польщі, і належить до Сильненської гміни Луцького повіту. За даними польської статистики, на 30 вересня 1921 року в селі налічувалося 204 житлові будинки та 1141 житель.
Лісові масиви в околицях Цумані були з 1943 територією дій УПА і її боїв з німецькими військами та радянськими партизанами. У листопаді 1943 року німці в Цумані розстріляли близько 300 осіб, а Цумань спалили.

## Населення

### Чисельність
| 1959    | 1970    | 1979    | 1989    | 2001    |
| ------- | ------- | ------- | ------- | ------- |
| 5 313   | ▼ 3 922 | ▲ 4 697 | ▲ 5 200 | ▲ 5 771 |
| 2003    | 2004    | 2005    | 2006    | 2007    |
| ▲ 5 807 | ▲ 5 855 | ▲ 5 890 | ▬ 5 891 | ▲ 5 932 |
| 2008    | 2009    | 2010    | 2011    | 2012    |
| ▲ 6 020 | ▲ 6 107 | ▲ 6 171 | ▲ 6 235 | ▲ 6 273 |
| 2013    | 2014    | 2015    | 2016    | 2017    |
| ▲ 6 339 | ▲ 6 371 | ▲ 6 423 | ▲ 6 459 | ▲ 6 507 |
| 2018    | 2019    | 2020    | 2021    | 2022    |
| ▲ 6 548 | ▲ 6 577 | ▲ 6 592 | ▼ 6 558 | ▲ 6 579 |

### Мова
Розподіл населення за рідною мовою за даними перепису 2001 року:
| Мова            | Кількість | Відсоток |
| --------------- | --------- | -------- |
| українська      | 5685      | 98.58%   |
| російська       | 64        | 1.11%    |
| румунська       | 6         | 0.10%    |
| білоруська      | 5         | 0.09%    |
| польська        | 4         | 0.07%    |
| угорська        | 1         | 0.02%    |
| інші/не вказали | 2         | 0.03%    |
| Усього          | 5767      | 100%     |

## Економіка
- Деревообробний комбінат.
- Цуманська виправна колонія (№ 84).

## Церква

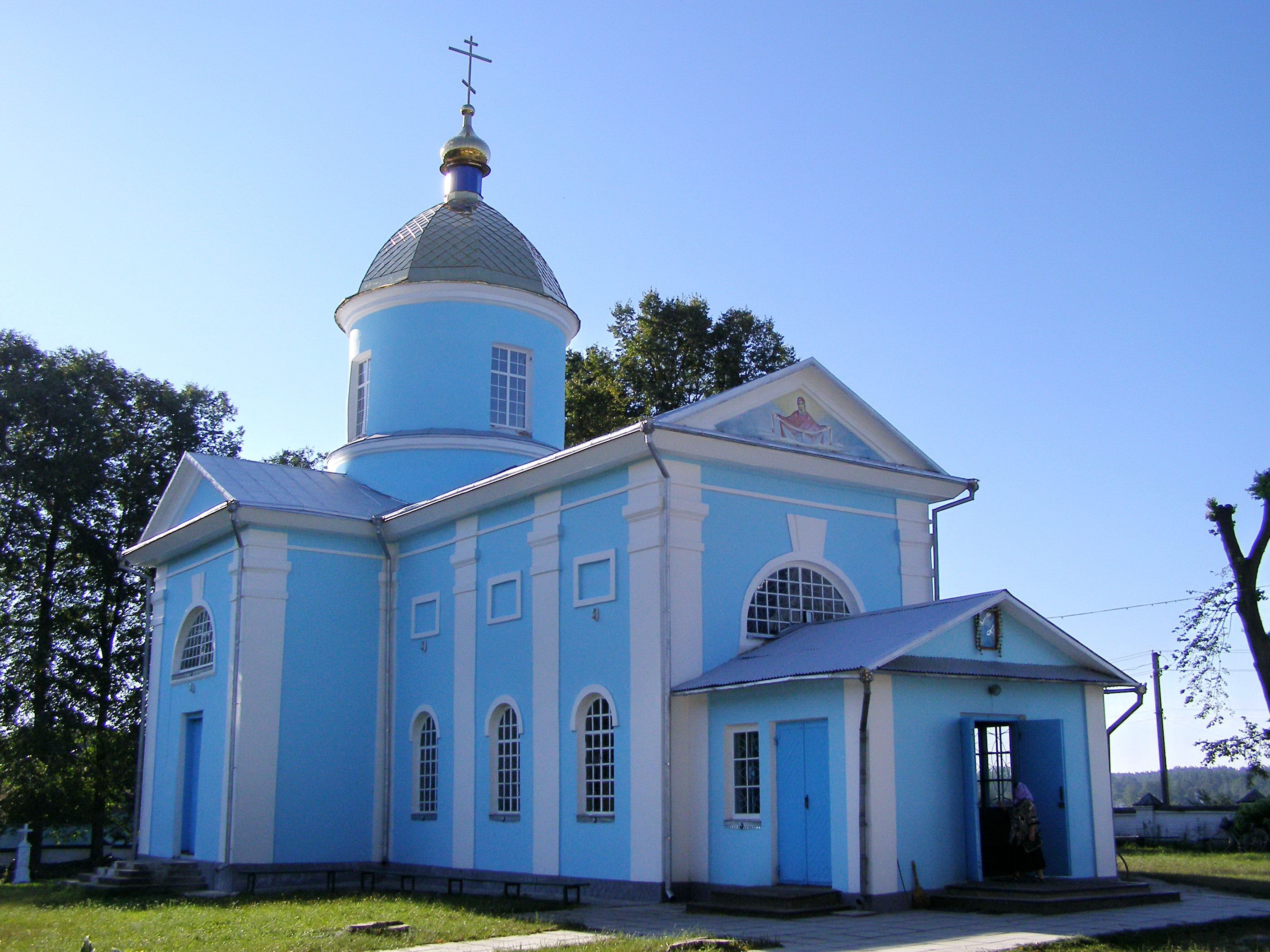
Свято-Покровська церква

Свято-Покровська церква Української Православної Церкви (Московський патріархат) — побудована в 1843 році. Настоятель протоієрей Михаїл Кулакевич.
Церква Св. Пророка Івана Хрестителя. Побудована 2002 р. належить до ПЦУ, настоятель — Цуманський благочинний митр. протоієрей Тарас Манелюк.
Парафіяльний костел Всіх Святих (колись: св. Аргентинія) збудований в 1936 р. князем Янушем Радзівілом. Настоятель о. Юрій Погнерибка.
Церква Християн Віри Євангельської.

## Пам'ятки
- «Путилівка» — гідрологічна пам'ятка природи.

### Природний парк «Цуманська пуща»
На території лісового масиву в межиріччі Стиру та Горині поблизу селища розташований національний природний парк «Цуманська Пуща». Площа парку 33475 га.
На території Цуманської Пущі ростуть рідкісні рослини та мешкають унікальні звірі. Значну частину цих видів занесено до Червоної книги України, Європейського Червоного Списку та Червоного списку Міжнародного союзу охорони природи. Цуманська пуща — єдиний лісовий масив України, де водяться зубри.

## Персоналії
У селищі народились:
- Гриценя Олександр Анатолійович (1993—2023) — молодший сержант Збройних сил України, учасник російсько-української війни.
- Збігнєв Дрегєр (нар. 1935) — польський баскетболіст.
- Кучмеровська Тамара Муратівна (нар. 1948) — українська науковиця-біохімік, педагог, доктор біологічних наук.
- Левицька Світлана Олексіївна (нар. 1960) — українська науковиця-економіст, доктор економічних наук, проректор НУВГП.
- Ткачук Віктор Степанович (1976—2015) — український військовик, солдат 128-ї гірсько-піхотної бригади (Мукачеве), учасник АТО. Загинув 21 серпня 2015 року, поблизу Щастя, Луганська область, Україна.

У селищі проживає поетеса Олена Харитонюк.